# Let You Fade
Let You Fade è un singolo del gruppo musicale statunitense Linkin Park, pubblicato il 16 maggio 2025 come terzo estratto dalla riedizione dell'ottavo album in studio From Zero.

## Descrizione
Il brano ha attraversato tre stadi differenti durante la sua creazione: un primo demo, caratterizzato da sonorità non eccessivamente pesanti, fu immediatamente scartato durante le sessioni di composizione di From Zero, venendo pertanto trasformato in una ballata in sola voce e pianoforte. Soltanto dopo la pubblicazione dell'album il sestetto ha ripreso in mano la traccia, aggiungendo sonorità più pesanti ma mantenendo intatto il bridge.

## Promozione
Contrariamente ai due precedenti singoli, Let You Fade è stato distribuito unicamente in radio e non anche digitalmente, uscendo nello stesso giorno dell'edizione deluxe di From Zero. Il giorno seguente è stato portato al debutto in occasione del concerto che i Linkin Park hanno tenuto all'annuale Welcome to Rockville a Daytona Beach.

## Formazione
Hanno partecipato alle registrazioni, secondo le note di copertina dell'edizione deluxe di From Zero:
Gruppo
- Emily Armstrong – voce
- Colin Brittain – batteria
- Brad Delson – chitarra, pianoforte
- Phoenix – basso
- Joe Hahn – giradischi, campionatore, programmazione
- Mike Shinoda – voce, chitarra, tastiera, campionatore, programmazione

Produzione
- Mike Shinoda – produzione, ingegneria del suono
- Colin Brittain – coproduzione
- Brad Delson – coproduzione
- Ethan Mates – ingegneria del suono
- Neal Avron – missaggio
- Scott Skrzynski – assistenza al missaggio
- Emerson Mancini – mastering